# Símbolos astronômicos para objetos do Sistema Solar
Símbolos astronômicos são símbolos usados para representar diversos corpos celestes, e na maior parte dos casos fazem referência a determinada característica do objeto, ou com relação a seu nome, geralmente mitológico. Os símbolos são usados tanto por astrônomos profissionais como amadores.

### Sol

## Planetas
Planetas Telúricos

Mercúrio
Vênus
Terra
Marte

Planetas Gasosos

Júpiter
Saturno
Urano
Netuno

## Planetas Anões

Ceres
Plutão
Éris
Makemake
Haumea
Gonggong
Quaoar
Orcus
Sedna

## Asteroides

Pallas
Juno
Vesta
Astraea
Hebe
Iris
Flora
Métis
10 Hígia
Parthenope
12 Victória
13 Egéria
14 Irene
15 Eunomia
16 Psique
17 Tétis
18 Melpómene
19 Fortuna
26 Proserpina
28 Bellona
29 Amphitrite
35 Leukothea
37 Fides

## Constelações do Zodíaco

Áries
Touro
Gêmeos
Câncer
Leão
Virgem
Libra
Escorpião
Serpentário
Sagitário
Capricórnio
Aquário
Peixes

## Outros símbolos

Nodo orbital ascendente
Nodo orbital descendente
Conjunção
Oposição
Cometa
Estrela
Semi sextil
Semi quadratura
Sextil
Quadratura
Trígono
Sexquiquadratura
Quincunce

## Símbolos paraSoleLua

### Lua

Lua Crescente
Lua Quarto Crescente
Lua Cheia
Lua Minguante
Lua Quarto Minguante
Lua Nova